# Georges Carnus
Georges Carnus (født 13. august 1942 i Gignac-la-Nerthe, Frankrig) er en tidligere fransk fodboldspiller, der spillede som målmand. Han spillede for blandt andet AS Saint-Étienne og Olympique Marseille, som han begge var med til at gøre til fransk mester og Coupe de France-vinder.
Carnus blev desuden noteret for 36 kampe for Frankrigs landshold. Han deltog ved VM i 1966 i England.

## Titler
Ligue 1
- 1968, 1969 og 1970 med AS Saint-Étienne
- 1972 med Olympique Marseille

Coupe de France
- 1968 og 1970 med AS Saint-Étienne
- 1972 med Olympique Marseille